# Neopaiwa cirrata
Neopaiwa cirrata är en ringmaskart som beskrevs av Hartman och Fauchald 1971. Neopaiwa cirrata ingår i släktet Neopaiwa och familjen Ampharetidae. Inga underarter finns listade i Catalogue of Life.